# Producte Moyal
En matemàtiques, el producte de Moyal (després de Joe Moyal; també anomenat producte estrella o producte de Weyl–Groenewold, després de Hermann Weyl i Hilbrand J. Groenewold) és un exemple de producte estrella de fase-espai. És un producte associatiu, no commutatiu, ★, sobre les funcions on {\displaystyle \mathbb {R} ^{2n}}, equipat amb el seu suport de Poisson (amb una generalització a varietats simplèctiques, descrit a continuació). És un cas especial del producte ★ de l'"àlgebra de símbols" d'una àlgebra d'embolcall universal.

## Comentaris històrics
El producte Moyal rep el nom de Joe Moyal, però de vegades també s'anomena producte Weyl–Groenewold tal com va ser introduït per HJ Groenewold a la seva tesi doctoral de 1946, en una apreciació contundent de la correspondència de Weyl. De fet, sembla que Moyal no coneixia el producte en el seu famós article i el va mancar de manera crucial en la seva correspondència llegendària amb Dirac, tal com s'il·lustra a la seva biografia. El popular nom de Moyal sembla haver sorgit només als anys setanta, en homenatge a la seva imatge plana de quantificació de l'espai de fase.

## Definició
El producte per a funcions suaus f i g on {\displaystyle \mathbb {R} ^{2n}} pren la forma {\displaystyle f\star g=fg+\sum _{n=1}^{\infty }\hbar ^{n}C_{n}(f,g),} on cada Cn és un determinat operador bi diferencial d'ordre n caracteritzat per les propietats següents (vegeu a continuació una fórmula explícita):
- Deformació del producte puntual — implícita en la fórmula anterior.
- Deformació del bracket de Poisson, anomenat claudàtor Moyal.
- L'1 de l'àlgebra no deformada també és la identitat de la nova àlgebra.
- El complex conjugat és un antiautomorfisme antilineal.

Tingueu en compte que, si es vol prendre funcions valorades en nombres reals, llavors una versió alternativa elimina la i en la segona condició i elimina la quarta condició.
Si es restringeix a les funcions polinomials, l'àlgebra anterior és isomòrfica a l'àlgebra de Weyl An, i les dues ofereixen realitzacions alternatives del mapa de Weyl de l'espai de polinomis en n variables (o l'àlgebra simètrica d'un espai vectorial de dimensió 2n).
Per proporcionar una fórmula explícita, considereu un bivector de Poisson constant Π on {\displaystyle \mathbb {R} ^{2n}} : {\displaystyle \Pi =\sum _{i,j}\Pi ^{ij}\partial _{i}\wedge \partial _{j},} on Πij és un nombre real per a cada i, j. El producte estrella de dues funcions f i g es pot definir com l'operador pseudo-diferencial que actua sobre ambdues, {\displaystyle f\star g=fg+{\frac {i\hbar }{2}}\sum _{i,j}\Pi ^{ij}(\partial _{i}f)(\partial _{j}g)-{\frac {\hbar ^{2}}{8}}\sum _{i,j,k,m}\Pi ^{ij}\Pi ^{km}(\partial _{i}\partial _{k}f)(\partial _{j}\partial _{m}g)+\ldots ,} on ħ és la constant de Planck reduïda, tractada aquí com un paràmetre formal.

## Exemples
Un exemple senzill i explícit de la construcció i utilitat del producte ★ (per al cas més simple d'un espai de fase euclidià bidimensional) es dóna a l'article sobre la transformada de Wigner-Weyl: dos gaussians es componen amb aquest producte ★ segons una llei tangent hiperbòlica:
{\displaystyle \exp \left[-a\left(x^{2}+p^{2}\right)\right]\star \exp \left[-b\left(x^{2}+p^{2}\right)\right]={\frac {1}{1+\hbar ^{2}ab}}\exp \left[-{\frac {a+b}{1+\hbar ^{2}ab}}\left(x^{2}+p^{2}\right)\right].}(Cal tenir en compte el límit clàssic, ħ → 0.)
Tota prescripció de correspondència entre l'espai de fase i l'espai de Hilbert, però, indueix el seu propi producte ★).
S'observen resultats similars a l'espai de Segal–Bargmann i a la representació theta del grup de Heisenberg, on s'entén que els operadors de creació i aniquilació a∗ = z i a = ∂/∂z actuen en el pla complex (respectivament, la part superior semipla per al grup de Heisenberg), de manera que els operadors de posició i moment estan donats per x = (a + a∗)/2 i p = (a - a∗)/(2i). Aquesta situació és clarament diferent del cas en què les posicions es prenen com a valor real, però ofereix informació sobre l'estructura algebraica global de l'àlgebra de Heisenberg i el seu embolcall, l'àlgebra de Weyl.